# Kari Suoraniemi
Kari Suoraniemi, född 29 september 1960 i Uleåborg, är en tidigare finländsk landslagman i ishockey. De sista åren avverkade han i Rögle BK och Ängelholm, där han också bor för tillfället.